# Agamemnon (Schiff, 1820)

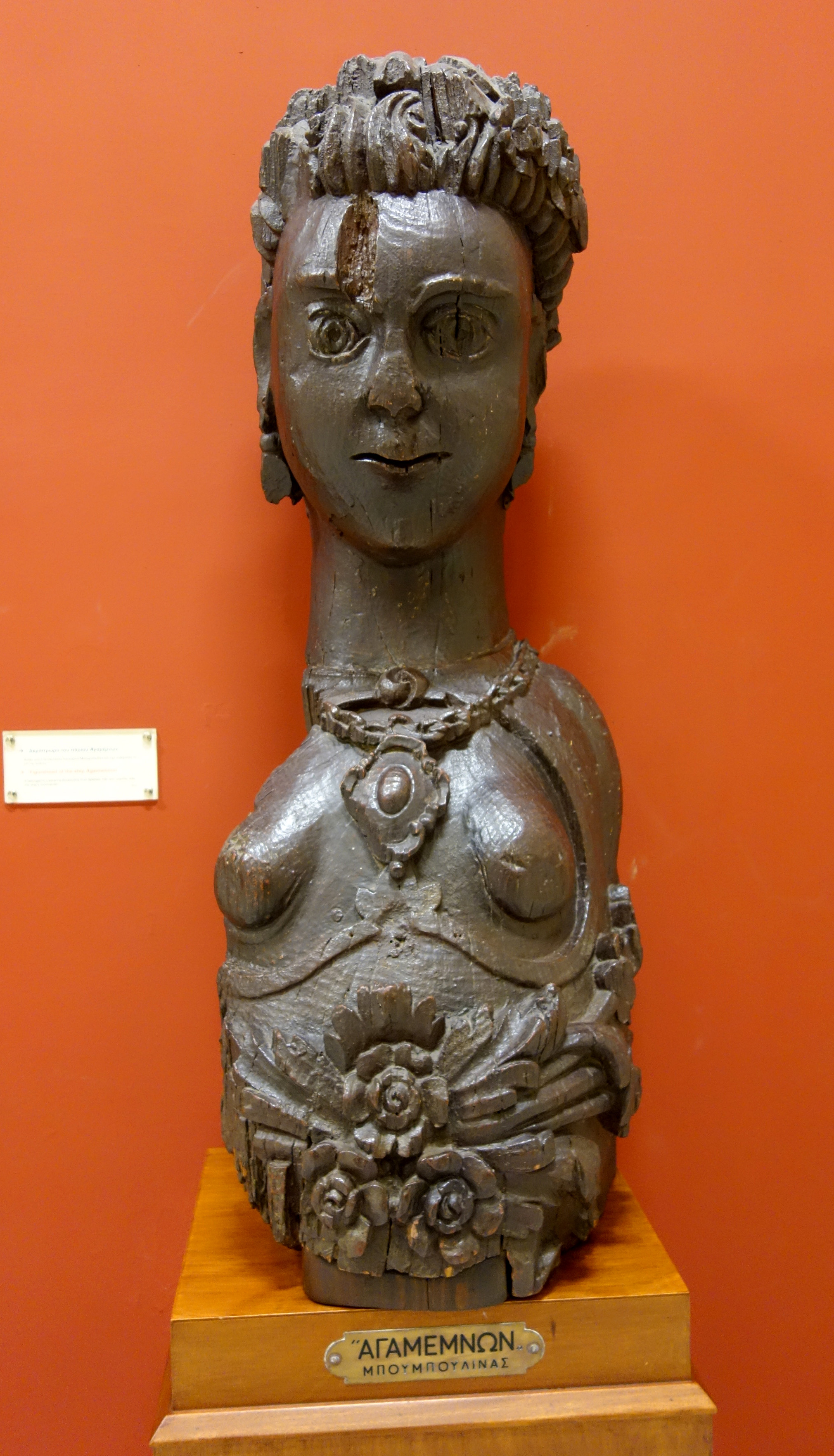
Galionsfigur der Agamemnon

Agamemnon (griechisch Αγαμέμνων) war ein griechisches Kriegsschiff während der Griechischen Revolution.

## Geschichte
Als 1816 Kapitän Dimitrios Bouboulis im Kampf mit algerischen Piraten gefallen war, wollten die osmanischen Behörden seinen Besitz beschlagnahmen, da er für das russische Kaiserreich im Russisch-Türkischen Krieg gekämpft hatte. Daraufhin begab sich seine Frau Laskarina Bouboulina nach Konstantinopel und bat den russischen Botschafter Grigori Alexandrowitsch Stroganow um Hilfe. Dieser sandte sie auf die Krim ins Exil. Laskarina Bouboulina konnte jedoch die Rückgabe ihres Besitzes bewirken und kehrte so nach drei Monaten in ihr Haus auf Spetses zurück.
Heimlich gab sie den Bau eines Kriegsschiffs bei Dimitrios Peridakis aus Skopelos auf Spetses in Auftrag und legte ein Waffenarsenal an. Offiziell wurde das Schiff als Handelsschiff mit Bewaffnung gegen Piraten klassifiziert. Die Hohe Pforte erfuhr davon, dass Bouboulina ein Schiff baute, das größer war als von den Behörden zugelassen. Bouboulina konnte jedoch den osmanischen Inspektor durch Zahlung eines Bestechungsgeldes dazu bewegen, die Bedenken der Hohen Pforte bezüglich der Größe des Schiffes auszuräumen.
Das Schiff lief am 10. Februar 1820 als Agamemnon, benannt nach dem mythischen König von Mykene, vom Stapel. Die Länge der Brigg wurde mit 48 Ellen angegeben, wobei es nicht ganz klar ist, ob es sich um eine griechische Elle von 0,648 m, eine osmanische von 0,758 m, eine russische von 0,71 m oder ein anderes Längenmaß handelte. Hieraus ergibt sich, dass das Schiff wohl zwischen 31,10 m und 36,38 m lang war. Es hatte zwei Masten und jeweils neun Stückpforten auf jeder Seite zur Bewaffnung mit insgesamt 18 Kanonen. Der Kaufpreis des Schiffes wird mit 25.000 Spanischen Real oder 75.000 Spanische Dollar angegeben. Bouboulina trat dem Geheimbund Filiki Eteria bei, der den Befreiungskampf plante. Schon zwölf Tage vor dem Beginn der Griechischen Revolution hisste sie am 13. März 1821 als erste die griechische Revolutionsflagge.
Schon im März 1821 nahm die Agamemnon an den griechischen Befreiungskämpfen in Patras und Pylos und im folgenden April in Monemvasia teil. Auch bei der Blockade von Chios im März 1822 war sie beteiligt. Vom 8. bis zum 13. September 1822 unterstützte Bouboulina mit neun Schiffen, darunter auch die Agamemnon, die Blockade von Nafplio. Die Agamemnon war auch bei der Brechung der Blockade von Mesolongi im Oktober 1822 zugegen. Bei dem Versuch Koroni am 13. Februar 1824 zu erobern, wurde sie von Petros D. Goudi kommandiert, vor Karystos von Nikolaos G. Koutsis. Sie war an vielen weiteren Seeschlachten beteiligt wie der vom 5. bis 17. August 1824 vor Samos, aber auch vor Kreta, Athos und Rhodos.
Nach dem Tod von Laskarina Bouboulina im Jahre 1825 wurde die Agamemnon 1828 vom griechischen Staat gekauft und als Nisos Spetson (griechisch Νήσος Σπετσών = Insel Spetses) in den Dienst der griechischen Marine gestellt. Sie wurde als Korvette eingestuft. Die Nisos Spetson, die oft auch nur Spetsai (griechisch Σπέτσαι) genannt wird, wurde am 13. August 1831 durch Feuer zerstört, als Andreas Miaoulis die griechische Flotte in Brand stecken ließ, damit sie nicht in russische Hände fiel.
Die Galionsfigur, eine Frauenbüste, blieb erhalten und ist heute im Nationalen Historischen Museum Athen ausgestellt.